# ARP Omni
Pour les articles homonymes, voir Omni.
L'Omni est un synthétiseur analogique produit par le constructeur américain ARP entre 1976 et 1981. Le modèle a été décliné en deux versions : la version Mk1, vendue de 1976 à 1978 et la version Mk2, vendue de 1978 à 1981.
L'Omni est le synthétiseur le plus vendu de l'histoire du constructeur ARP, qui a disparu en 1981.

## Versions

### Omni Mk1
Produit entre 1976 et 1978, l'Omni Mk1 est multitimbral à trois canaux, chaque canal étant attribué à un instrument prédéfini (violons, basse et synthétiseur). Il dispose d'une polyphonie de 49 voix pour les violons et le synthétiseur, mais est monophonique pour la basse.

### Omni Mk2
Produit entre 1978 et 1981, l'Omni Mk2 est essentiellement un mise à jour du modèle précédent. Il n'introduit pas de changement fondamental mais améliore certaines fonctionnalités existantes et modifie l'apparence de l'instrument.